# Rolf Baumann (Fußballspieler, 1963)
Rolf Baumann (* 14. Juni 1963 in Klingenstein) ist ein ehemaliger deutscher Fußballspieler und Trainer. Er ist der Bruder des Leichtathletik-Olympiasiegers Dieter Baumann.

## Karriere
Baumann kam 1987 vom SC Geislingen zum VfB Stuttgart, für den er in der Saison 1987/88 drei Bundesligaspiele bestritt. Danach wechselte er zum FC Basel, ehe er die Trainerlaufbahn einschlug.
Er trainierte unter anderem den VfL Kirchheim, den FC Gundelfingen und den SSV Ulm 1846 als Assistenztrainer unter Ralf Rangnick und Interimscoach in der Zweiten Bundesliga. Nachdem Baumann 2007 den Trainerposten beim TSV Neu-Ulm in der Landesliga Württemberg übernommen hatte, kehrte er im Oktober 2008 als Trainer zum VfL Kirchheim in die Oberliga Baden-Württemberg zurück. Dort wurde er im April 2010 von seinen Aufgaben entbunden, nachdem die Vereinsverantwortlichen nach sechs Niederlagen in acht Spielen keine Perspektive mehr in einer Zusammenarbeit gesehen hatten. Im Sommer übernahm er den Bezirksligisten TV Wiblingen; dort wurde er ebenfalls frühzeitig Anfang Mai 2011 entlassen. Später trainierte er parallel zum B-Ligisten FC Blautal im Jugendbereich die Mädchenfußballmannschaft des FV Asch-Sonderbuch, bei der seine Tochter mitspielte.
Ab Juli 2015 trainierte er den TSV Allmendingen. Im Januar 2016 wechselte er zum Verbandsligisten Olympia Laupheim. Nach elf Spielen ohne Sieg und auf dem letzten Tabellenplatz liegend, wurde er Ende Oktober 2016 entlassen.
Ab 2017 betreute er im Bezirk Alb die SG Hayingen/Ehestetten, die 2018 in die A-Liga aufstieg, sich dort aber nicht halten konnte. In der Saison 2019/20 betreute er die Verbandsligafußballerinnen der FV Asch-Sonderbuch, coronabedingt wurden allerdings nur die Hälfte der Saisonspiele ausgetragen. Ab Sommer 2021 betreute er den B-Ligisten TSV Laichingen, ab 2023 spielte das Team in einer Spielgemeinschaft mit dem SV Feldstetten. Im Oktober 2023 trat Baumann von seinem Posten zurück.
Hauptberuflich arbeitet Baumann als Physiotherapeut.